# Ludwig Köhler (Schriftsteller)
Ludwig Köhler (* 6. März 1819 in Meiningen; † 4. August 1864 in Hildburghausen) war ein deutscher Schriftsteller.

## Leben
Als Sohn eines Schönfärbergesellen unehelich geboren, wuchs Köhler in bescheidenen Verhältnissen auf und besuchte die Bürgerschule. Neben der Schule erlangte er im Selbststudium umfangreiches Wissen. Bereits in frühen Jahren übernahm er Schreiberdienste und war schriftstellerisch tätig. Gefördert wurde er durch Christophine Reinwald. 1839 führte er am Meininger Theater ein Lustspiel und 1840 ein Trauerspiel auf und konnte dann mit einem Stipendium des Herzogs von Meiningen in Jena die Schönen Künste und Philosophie studieren. Während seines Studiums in Jena wurde er 1840 Mitglied der Burgkellerburschenschaft. Nach seinem Wechsel an die Universität Leipzig wurde er 1841 Mitglied der Burschenschaft Kochei, in der er als ein führendes Mitglied aktiv war. In Leipzig lernte er Theodor Fontane, Hermann Kriege und Georg Herwegh samt seinem Herwegh-Klub sowie Ludwig Bechstein kennen. Wegen „demagogischer Umtriebe“ wurde Köhler von der Universität relegiert, so dass er nach München zog, um Kunst zu studieren.
Dieses Studium schloss er jedoch nicht ab und wurde 1843 Redakteur beim Thüringer Boten in Gotha, den er später als Deutscher Volksbote fortführte, bis dieser nach einem liberalen regierungskritischen Artikel verboten und Köhler zu vier Wochen Gefängnis verurteilt wurde. Durch seinen Bundesbruder Friedrich Hoffmann wurde er 1844 in Hildburghausen Mitarbeiter und Redakteur beim Großen Meyerschen Konversations-Lexikon. 1848 war er gemeinsam mit Karl Henkel Herausgeber der demokratischen Deutschen Volksleuchte. Zeitschrift für den Landmann, für die Wahrheit, Gerechtigkeit und Freiheit. 1848 wurde er Vorsitzender des Volksvereins und 1850 wegen seiner Rednertätigkeit aufgrund von „versuchten Hochverrats, Volksaufreizung und Schmähung“ zu einer zehnwöchigen Gefängnisstrafe verurteilt. Er war Ehrenmitglied des Freien Deutschen Hochstifts in Frankfurt am Main. Obwohl er schwer erkrankte, war er noch bis zu seinem Lebensende politisch aktiv, so war er noch 1863 Redner auf dem Frankfurter Großen Schützenfest.
Nebenbei war er immer auch schriftstellerisch tätig.
Köhler erzählte die Märchen Die drei Hunde, Die Knaben mit den goldnen Sternlein, Schwan, kleb an und Zitterinchen für Ludwig Bechstein's Märchenbuch.

## Veröffentlichungen (Auswahl)
- Der Aufstand in Maina. Historisch-romantisches Gemälde aus der neusten Zeit. Jena 1840.
- Gedichte. Meiningen 1840.
- Der neue Ahasver. Ein Gedicht. 1842.
- Akademische Welt. Roman aus dem deutschen Burschenleben. Leipzig 1843.
- Thomas Münzer und seine Genossen. Drei Bände, Leipzig 1845.
- Johannes Huss und seine Zeit. Historisch-romantisches Zeitgemälde. Leipzig 1846.
- Freie Lieder. 2. Auflage, Jena 1849.
- Jürgen Wullenweber. Drei Bände, Leipzig 1856.
- Vom Frühling zum Herbst. Drei Bände, Leipzig 1856.
- Die Dithmarsen. Historisches Volksdrama in 5 Aufzügen. Hildburghausen 1862. (Online)